# Église Notre-Seigneur-de-la-Bonne-fin de Salvador
 (août 2016).
Si vous disposez d'ouvrages ou d'articles de référence ou si vous connaissez des sites web de qualité traitant du thème abordé ici, merci de compléter l'article en donnant les références utiles à sa vérifiabilité et en les liant à la section « Notes et références ».
L'église Notre-Seigneur-de-la-Bonne-fin (en portugais : Nosso Senhor do Bonfim) est une église catholique située sur la Sagrada Colina (« Colline sacrée ») sur la péninsule d'Itapagipe (pt), à Salvador, au Brésil. C'est là que sont distribuées les célèbres fitas do Bonfim (pt) (rubans).

## Monument de la foi
Pour le peuple bahianais, l'église de Bonfim est le centre principal de la foi catholique, et au-delà de la religion en général, sous l'effet du syncrétisme.
Les images de Nosso Senhor do Bonfim et de Nossa Senhora da Guia (pt) furent apportées du Portugal à Bahia par le Capitaine de la marine portugaise Theodozio Rodrigues de Faria. Elles y arrivèrent le dimanche de Pâques 18 avril 1745, et furent abritées dans l'Église de la Penha, érigée à la pointe de la péninsule d'Itapagipe jusqu'en 1754.

## Histoire
L'image de Nosso Senhor de Bonfim fut rapportée à la suite d'une promesse faite par le capitaine de marine portugaise, Theodózio Rodrigues de Faria qui, au cours d'une forte tempête promit que s'il survivait, il apporterait au Brésil l'image de sa devotion. C'est donc le 18 avril 1745 que la réplique de la représentation du saint de Setúbal finit le voyage de sa terre natale dans l'église de la Penha où elle demeura jusqu'à la fin de la construction de l'Église du Seigneur de Bonfim. En 1754, quand la partie intérieure de l'Église fut achevée, les images y furent transférées en procession, et on célébra une messe solemnelle.
L'éclairage était fait de lampions jusqu'en juin 1862 où fut installé l'éclairage public, grâce à des lampadaires au gás carbonique. Les installations électriques réalisées en 1902 furent conservées jusqu'en 1998, quand l'église fut restaurée.
Le lavage de l'Église commença en 1773, quand les membres de la "fraternité des dévots laics" obligèrent les esclaves à laver l'Église en guise de préparatifs pour la fête du Seigneur de Bonfim, le deuxième dimanche de janvier, après le jour des Rois (Dia de Reis). Plus tard, les adeptes du candomblé associèrent le Seigneur de Bonfim à Oxalá. L'archidiocèse de Salvador, alors, interdit le lavage dans la partie intérieure du temple et déplaça le ritual vers l'escalier et le parvis. Pendant le lavage traditionnel, les portes de l'Église restent fermées - les bahianaises aspergent les marches et le parvis d'eau, au son des instruments et des cantiques africains.
C'est l'une des églises catholiques le plus traditionnelles de la ville, dédiée au Senhor do Bonfim, patron des bahianais et symbole du syncrétisme religieux de Bahia.
Elle fut bâtie à partir de 1745, année où les images du Seigneur Jésus de Bonfim et de Notre Dame da Guia, rapportées du Portugal par le capitaine Theodózio Rodrigues de Faria, et fut terminée en 1772.
En 1923, pour commémorer l'indépendance de Bahia, un hymne au Seigneur de Bonfim fut composé par le poète Arthur de Salles (pt) et João Antônio Wanderley. Cet hymne est encore très populaire à Bahia aujourd'hui.

## Architecture
Construite dans le style style néoclassique avec façade rococo, cette église typique du colonial portugais possède deux clochers latéraux. L'église de Bonfim de Salvador est remarquable de par ses dimensions et la position saillante qu'elle occupe sur la butte.

## Fête du Lavage
Chaque année, le lavage de l'escalier de l'église de Bonfim (pt), donne lieu à une grande fête. Celle-ci commence par une procession depuis l'église de Notre-Dame de la Conception de la Plage (pt), patronne de Bahia, jusqu'à Bonfim. Une grande foule accompagne la fête.